# نگاره‌ها از چارلز داروین
نگاره‌های شناخته‌شدهٔ بسیاری از چارلز داروین وجود دارد. داروین از یک خانواده ثروتمند متولد شد و متخصص و نویسندهٔ مشهوری بود و تک‌چهره‌هایی از دوران کودکی، بزرگسالی و پیری او کشیده شده است. زندگی داروین (۱۸۰۹–۱۸۸۲) در زمان پیشرفت عکاسی هم ادامه داشت، و تک‌چهره‌های اولیه داروین طراحی یا نقاشی شده‌اند، درحالی‌که بسیاری از تک‌چهره‌ها بعدی تصاویر تک رنگ هستند. پس از انتشار و پخش بحث‌برانگیز کتاب خاستگاه گونه‌ها در سال۱۸۵۹، داروین موضوع کاریکاتورهای بی‌شماری شد.
چهرهٔ داروین، به ویژه ریش نمادینش هنوز هم در قرن بیست و یکم از نظر فرهنگی مهم و به‌طور گسترده‌ای قابل تشخیص است. براساس گفتهٔ جانت براونه تاریخ‌دان انگلیسی ، توانایی مالی داروین برای پرداخت پول چاپ عکس از خود — توانایی عکاسان برای تکثیر گستردهٔ عکس با روش‌های کارت ویزیت و کارت کابینه، به برقراری ارتباط پایدار بین داروین و تئوری فرگشت در تفکر مردمی کمک کرد (تا حد زیادی به خاطر این‌که افراد زیاد دیگری که در پیشرفت تئوری فرگشت مؤثر بودند توانایی مالی برای عکس گرفتن نداشتند) به ویژه این که این تک نگاره‌ها با کشیدن کاریکاتور از روی آن‌ها دوباره تفسیر می‌شدند. در آن زمان افراد کمی تمکن مالی برای پرداخت هزینهٔ عکاسی را داشتند، و ثروتمند بودن امکان شناخته شدن در سطح جامعه را برای داروین فراهم می‌ساخت.
به ویژه در دهه‌های آخر عمرش که بیماری‌اش پیشرفت کرد، داروین از نشستن برای عکس گرفتن ابراز ناراحتی می‌کرد. در ۱۸۶۹، فرصتی را که برای انداختن عکس با آلفرد والاس پیش آمده بود رد کرد، با این توضیح که نشستن برای عکس گرفتن «کاری که من از آن متنفرم، با توجه به وضعیت سلامتی من یک روز را تلف می‌کند، و نشستن برای عکس گرفتن با فرد دیگری مشکلات را بیشتر کرده و وقت بیشتری را هم تلف می‌کند.» باوجوداین براساس گفتهٔ ژن کریتسکی، کارشناس عکس‌های داروین، حداقل ۳۵ عکس شناخته شده از داروین گرفته شده است.

## لیست نگاره‌ها براساس ترتیب زمانی
| سال                        | خالق اثر | تصویر | توضیحات |
| -------------------------- | --- | --- | --- |
| ۱۸۱۶                       | الن شارپلس | طراحی با گچ از چارلز (شش سالگی) و خواهرش کاترین                                                                    | |
| اواخر دههٔ ۱۸۳۰             | جرج ریچموند | نقاشی آب‌رنگ از چهرهٔ چارلز داروین پس از بازگشت از دومین سفر بیگل                                                    | |
| ۱۸۴۲                       | | داگرئوتایپ از داروین (در ۳۳ سالگی) با پسرش ویلیام، به نقل از زندگی، نامه‌ها و کارهای فرانسیس گالتون اثر کارل پیرسون | |
| ۱۸۴۹                       | توماس هربرت مگوایر | | |
| ۱۸۵۳                       | ساموئل لورنس | نقاشی با پاستل از چارلز داروین اثر: ساموئل لورنس                                                                   | |
| احتمالاً ۱۸۵۴               | هنری مال و جان فاکس | | تک‌نگاره‌ای اثر مال و فاکس، احتمالاً زمانی که داروین ۴۵ ساله بود گرفته شده است، که به عنوان دیباچهٔ کتاب زندگی و نامه‌های چارلز داروین نوشتهٔ فرانسیس داروینچاپ (۱۸۸۷) مورد استفاده قرار گرفت، با این توضیح "از یک عکس (۱۸۵۴؟) اثر مسرس مال. فاکس؛ و. حکاکی شده برای مجله هارپر، اکتبر ۱۸۸۴." در ۱۸۹۹ فرانسیس داروین روی کاغذی نوشت: «عکس احتمالاً در تاریخ ۱۸۵۴ برداشته شده است؛ اطمینان کامل در مورد تاریخ درست غیرممکن است، کتاب‌های مسرس مال و فاکس در آتش نابود شده‌اند. بازتولید عکس توسط آقای دو-اسمیث صورت گرفته است. او تنها یک عکس قدیمی و رنگ و رورفته داشت و برای کپی از روی آن و بازتولید عکس دچار زحمت شد. , ." عکس توسط کارل پیرسون در کتاب زندگی، نامه‌ها و کارهای فرانسیس گالتون (۱۹۱۴-۲۴-۳۰) بازتولید شده است. پیرسون در توضیح نوشت: عکس مربوط به ۵۱ سالگی داروین یعنی ۱۸۵۹ یا ۱۸۶۰ است. |
| حدود. ۱۸۵۵                 | مال & پولی‌بلنک شریک عکاسی هنری مال و جرج هنری پولی‌بلنک                                                                                      | | تک‌نگاره‌ای برای باشگاه علمی و ادبی تک‌نگاره که داروین در نامه‌ای به تاریخ ۲۷ ماه مه ۱۸۵۵ در مورد آن نوشت:اگر من قیافه‌ای به همان بدی که تصویرم نشان می‌دهد داشته باشم، اگر بتوانم حتی یک دوست داشته باشم شگفت‌آور است ." |
| حدود. ۱۸۶۶                 | ارنست ادواردز (۱۸۳۷–۱۹۰۳) | | |
| حدود. ۱۸۶۶                 | ارنست ادواردز (۱۸۳۷–۱۹۰۳) | | |
| ۱۸۶۷                       | ارنست ادواردز (۱۸۳۷–۱۹۰۳) | | |
| ۱۸۶۷                       | ارنست ادواردز (۱۸۳۷–۱۹۰۳) | | |
| ۱۸۶۷                       | آندره ژیل | | |
| ۱۸۶۸                       | جولیا مارگارت کامرون | | |
| ۱۸۶۸                       | جولیا مارگارت کامرون | | |
| ۱۸۶۹                       | این عکس را به جولیا مارگارت کامرون نسبت می‌دهند، گرچه گفته شده است این تصویری پشت و رو شدهٔ عکسی است که لئونارد داروین در دههٔ ۱۸۷۰ گرفته است. | | |
| ۱۸۶۹                       | جولیا مارگارت کامرون | | |
| ۱۸۶۹                       | لورا روسل (۱۸۱۶–۱۸۸۵) | | رنگ روغن روی بوم |
| حدود. ۱۸۷۱                 | اسکار گوستاو رجلندر | | |
| ۱۸۷۱                       | هنرمند مجله هورنت | | «یک اورانگوتان محترم» کاریکاتوری که در تاریخ ۲۲ مارس ۱۸۷۱ در مجلهٔ هورنت منتشر شد. |
| ۱۸۷۱                       | "Coïdé", a.k.a. جیمز تیسو | | «انتخاب طبیعی» کاریکاتوری که در مجلهٔ ونتی فر در تاریخ ۳۰ سپتامبر ۱۸۷۱ منتشر شد. |
| ۱۸۷۴                       | الیوت & فرای | | |
| ۱۸۷۴                       | الیوت & فرای | | |
| نامشخص                     | نامشخص احتمالاً مؤسسهٔ عکاسی الیوت & فرای؛ منتشر شده توسط جان جی. مرداک                                                                       | | یک وودبری تایپ کارت ویزیت |
| نامشخص                     | الیوت & فرای | | |
| نامشخص                     | نامشخص | | |
| حدود ۱۸۷۴                  | لئونارد داروین | | عکس‌های بیشماری توسط پسر داروین لئونارد، که عکاس علاقه‌مند و آماتوری بود، گرفته شده است. |
| ۱۸۷۵                       | والتر ویلیام اولس (۱۸۴۸–۱۹۳۳) | | نقاشی اثر والتر ویلیام اولس که در دانشکده داروین در دانشگاه کمبریج آویخته شده است. |
| حدود. ۱۸۷۵                 | الیوت & فرای | | |
| اواخر دههٔ ۱۸۷۰             | الیوت & فرای | | |
| ۱۸۷۷                       | لاک & وایت‌فیلد | | |
| ۱۸۷۸                       | ماریون کالیر (نام زمان دختری هاکسلی) (۱۸۵۹–۱۸۸۷)                                                                                            | | طراحی با مداد |
| نامشخص                     | نامشخص | | |
| ۱۸۷۹                       | الیوت & فرای | | |
| ۱۸۸۱                       | الیوت & فرای | | |
| ۱۸۸۱                       | الیوت & فرای | | |
| ۲۹ نوامبر ۱۸۸۱             | الیوت & فرای | | |
| ۱۸۸۱                       | هنرمند مجله پانچ | | "انسان یک کرم است "، شامل کاریکاتوری از داروین از مجله هفتگی پانچ سال ۱۸۸۲. این کاریکاتور بلافاصله پس از انتشار آخرین کتاب داروین تشکیل کپک گیاهی از طریق عمل کرم‌ها منتشر شد. |
| ۱۸۸۱ (در سال کپی شده ۱۸۸۳) | جان کالیر | | این عکس را جان کالیر در سال ۱۸۸۳ از روی عکسی که خودش در سال ۱۸۸۱ از داروین گرفته بود، کپی کرده است. براساس گفتهٔ اراسموس پسر داروین: «این عکس کپی عکس موجود در انجمن لینه است و جان کالیر آن را از روی نسخهٔ اصلی برداشته است. من به عکس قبلی ایرادهایی داشتم و این عکس با وجود شباهتش به آن نسخهٔ بهبود یافتهٔ عکس قبلی است.» |
| ۱۸۸۱                       | هربرت رز بارود (۱۸۴۵–۱۸۹۶) | | عکس توسط هربرت رز بارود گرفته شده است و Gene Kritsky متخصص عکس‌های داروین معتقد است که این آخرین عکسی است که از داروین پیش از مرگش در سال ۱۸۸۲ گرفته شده است. عکس اصلی در کتابخانهٔ هانتیگتون، سان مارینو، کالیفرنیا نگهداری می‌شود. . |
| بین ۱۸۸۰ و ۱۹۱۰            | هری فرنیس | کاریکاتوری با قلم و جوهر توسط تصویرگر هری فرنیس                                                                    | |